# WOW64
WOW64 (Windows-on-Windows 64-biți) este un subsistem al sistemului de operare Windows care este capabil de a rula aplicații pe 32 de biți și este inclus în toate versiunile Windows de 64 de biți - inclusiv Windows 2000 Limited Edition, Windows XP Professional x64 , IA-64 ,versiunile de 64-biți a sistemului de operare Windows Server 2003, versiunile de 64 de biți ale sistemului de operare Windows Vista și Windows Server 2008, precum și edițiile de 64 de biți a sistemului de operare Windows 7. WOW64 este conceput pentru a avea grijă de toate diferențele dintre Windows de 32-biți și 64-biți , în special care implică modificări structurale a sistemelor Windows.